# 대한민국 민법 제456조
대한민국 민법 제456조는 채무인수의 철회, 변경에 대한 민법 채권법 조문이다.

## 조문
제456조(채무인수의 철회, 변경) 제삼자와 채무자간의 계약에 의한 채무인수는 채권자의 승낙이 있을 때까지 당사자는 이를 철회하거나 변경할 수 있다.

第456條(債務引受의 撤回, 變更) 第三者와 債務者間의 契約에 依한 債務引受는 債權者의 承諾이 있을 때까지 當事者는 이를 撤回하거나 變更할 수 있다.

## 참고 문헌
- 오현수 (2014). 《일본민법》. 진원사. ISBN 9788963463452.
- 오세경 (2014). 《대법전》. 법전출판사. ISBN 9788926210277.
- 이준현 (2015). 《LOGOS 민법 조문판례집》. 미래가치. ISBN 9791155020869.